# Felix Noeggerath
Felix Noeggerath (* 4. Februar 1885 in New York; † 29. April 1960 in München) war ein deutscher Schriftsteller, Übersetzer, Verleger, Philosoph, Revolutionär während der Münchner Räterepublik und Geheimdienstmitarbeiter unter Wilhelm Canaris. Seine erstaunlichen enzyklopädischen Kenntnisse und faszinierenden philosophisch-mythologischen Spekulationen machten ihn seinen intellektuellen Zeitgenossen unvergesslich. Fast sein gesamtes literarisches Werk hat er selbst verbrannt oder es ist bis heute unveröffentlicht.

## Leben

### Familie und Jugend
Felix Noeggerath entstammt der rheinischen Gelehrtenfamilie Noeggerath. Sein Vater Emil Noeggerath (1827–1895) stammte aus Bonn, lebte aber zur Zeit der Geburt seines Sohnes schon seit fast dreißig Jahren als angesehener Gynäkologe in New York. Er hatte seine eigene Nichte geheiratet, Rolanda Noeggerath (1847–1939), die Tochter von Emils Bruder Charles Noeggerath und der belgischen Spiritistin Rufina Noeggerath, geborene Temmerman. Emil und seine Frau hatten die amerikanische Staatsbürgerschaft erworben – die auch ihren in New York geborenen Kindern zustand – und sich den Unitariern, einer sehr liberalen freireligiösen Konfession angeschlossen.
1886, kurz nach der Geburt von Felix, kehrte Emil Noeggerath aus Gesundheitsgründen mit seiner Familie nach Deutschland zurück und lebte und praktizierte nun in Wiesbaden. Sein ältester Sohn Carl Noeggerath (1876–1952) studierte in Bonn und wurde später Pädiater in Freiburg im Breisgau. Nach dem Tod des Vaters schlossen sich die jüngeren Kinder Jacob Emil (1877–1939), später ein in den USA tätiger Ingenieur, Marie (1880–1950) und Felix stark an ihre Mutter an. Marie heiratete den Archäologen Kurt Bertels und lebte nach dem frühen Tod ihres Mannes ab 1910 bei ihrer Mutter. Die jungen Noeggeraths wuchsen doppelsprachig (deutsch und französisch) auf und waren – wie ihre Eltern – weltmännisch liberal und politisch linksgerichtet.
Felix Noeggerath begann seine Schulbildung in Wiesbaden am Humanistischen Gymnasium. Als die vom Vater geerbte Anlage zur Tuberkulose akut wurde, wechselte er nach Davos in das Fridericianum, ein Gymnasium für lungenkranke Schüler. Das Abitur legte er Juni 1904 als Externer in Wertheim ab, mit durchschnittlichem Erfolg.

### Studienzeit
1904 begann Felix Noeggerath das Studium der Philosophie, Indologie und Indogermanischen Sprachwissenschaft an der Universität München. Aus diesem Anlass siedelte auch die Mutter mit den beiden Geschwistern nach München um, in die Leopoldstraße 77, wo sie bald einen gutbesuchten Jour fixe begründete. München war für Felix ein fester Wohnsitz bis 1919, wenn auch unterbrochen durch Auslandsreisen und Studiensemester an anderen Universitäten. In Berlin war er Hörer bei Georg Simmel, Ernst Cassirer und Benno Erdmann, in Bonn bei Albert Leitzmann, in Jena bei Rudolf Eucken. Vor allem war er wiederholt für ein Semester in Marburg, wo ihm durch Hermann Cohen, Paul Natorp und Nicolai Hartmann der Neukantianismus der Marburger Schule vermittelt wurde. In München waren seine Lehrer die Phänomenologen Max Scheler, Alexander Pfänder und Moritz Geiger, der Psychologe Theodor Lipps, die Indologen Ernst Kuhn und Lucian Scherman, der Altamerikanist Walter Lehmann und der Philosophiehistoriker Clemens Baeumker. Er beschäftigte sich aber auch ernsthaft mit nichteuklidischer Geometrie.
1909 wurde Felix Noeggerath bayrischer (und damit deutscher) Bürger. Im zweiten Studienjahr, 1906, heiratete er die Münchnerin Lola (Helene) Kühner. 1908 wurde sein einziger Sohn, Hans Jakob Noeggerath (1908–1934), später Romanist und Ethnologe, geboren. Bereits 1910 zerbrach die Ehe und der Sohn wurde der Mutter zugesprochen. Die Geschiedenen blieben aber einander freundschaftlich verbunden.
Freundschaftliche Beziehungen entstanden auch zwischen der Familie Noeggerath und Karl Wolfskehl und dessen Familie. Über Wolfskehl erhielt Felix Noeggerath Zutritt zu Ludwig Derleth und vor allem zu Alfred Schuler, dessen ersten Vortragszyklus die Noeggeraths 1915 besuchten. Damit war Felix zeitweise auch mit dem George-Kreis in Verbindung geraten, für dessen vierten Band des Jahrbuch für die geistige Bewegung er im März 1914 den Beitrag Das romantische Erlebnis und die Sphäre des Tragischen verfasste und an Stefan George schickte. Nur zeitweise war die Verbindung, da er aus seiner Ablehnung der Philosophie Henri Bergsons kein Geheimnis machte und damit die George-Anhänger vor den Kopf stieß.
Bei Kriegsanbruch 1914 meldete Felix Noeggerath sich freiwillig und diente kurze Zeit in der Fliegertruppe. Er wurde schon Anfang 1915 – wegen seiner Tuberkulosekarriere – entlassen. In diesem Jahr besuchte er Schulers Vorlesungen Vom Wesen der ewigen Stadt über Rom und half dem befreundeten Gustav Meyrink bei der Fertigstellung des Romans Der Golem (durch Streichen von abschweifenden Textpassagen). Im Wintersemester 1915 lernten sich Felix Noeggerath und Walter Benjamin in den Vorlesungen von Walter Lehmann über das alte Mexiko kennen, die in einer eleganten Privatwohnung stattfanden, unter Anwesenheit von Rainer Maria Rilke und Erwein von Aretin. Benjamin war von Noeggerath als Philosoph und Mythologe tief beeindruckt, bezeichnete ihn als „Universalgenie“ und brieflich: „Er hat die phänomenalsten mathematischen, sprachwissenschaftlichen, religionsphilosophischen und überhaupt sonst nur denkbaren Kenntnisse. Von vollendet weltmännischer Erscheinung und Erziehung - er ist mehr als zwei Kopf länger als ich.“ (Brief vom 21. November 1915 an Fritz Radt). Und er war „geradezu fassungslos vor seiner absolut universalen Bildung, da er sich zugleich mit der Fundierung eines philosophischen Systems …, zugleich mit der Mythologie des Orients bis nach Amerika, zugleich … mit dem Beweis des Fermatschen Satzes dazu beschäftigt.“ (Brief vom 4. Dezember 1915 an Fritz Radt). Der lebhafte Gedankenaustausch ging Ende März 1916 zu Ende, als Benjamin nach Berlin und Noeggerath nach Erlangen abreisten.
Die Studien beschloss Felix Noeggerath an der Universität Erlangen bei Paul Hensel und reichte im Oktober 1916 seine Dissertation ein: Synthesis und Systembegriff in der Philosophie. Ein Beitrag zur Kritik des Antirationalismus. Am 19. Oktober 1916 erhielt er dafür den Doktor der Philosophie summa com laude. Bei dieser Gelegenheit lernte er Helmuth Plessner kennen, der auch bei Hensel und am selben Tag promovierte. Die Dissertation wurde bis 2023 nicht gedruckt, ist aber die einzige noch erhaltene Arbeit Noeggeraths vor 1945. Vorangestellt ist ihr ein Motto von Goethe: „Die Hauptsache, woran man bei ausschlieBlicher Anwendung der Analyse nicht zu denken scheint, ist, daB jede Analyse eine Synthese voraussetzt.“ Die scharfsinnigen Ausführungen über den Begriff der Synthesis und dessen Wandlungen in den Werken Kants führen die Ideen der Marburger Schule weiter, verteidigen den Rationalismus vor allem gegen Henri Bergson, und enden mit Exkursen über die philosophische Bedeutung der nichteuklidischen Geometrie. „Die Untersuchung fasst einen zentralen Begriff Immanuel Kants neu und ist streckenweise eine kritische Rekonstruktion der Philosophie Cohens. Und noch mehr: Sie ist der Versuch, eine eigenständige Philosophie zu entwickeln und demonstriert eine eindrucksvolle Produktivität.“ (Geert Edel)

### Zwischenkriegszeit
Nach der Promotion arbeitete Felix Noeggerath als Übersetzer und Schriftsteller in München. Wie viele andere Deutsche hoffte er nach dem Kriegsende auf eine politische und gesellschaftliche Erneuerung und nahm an den Ereignissen vom November 1918 bis Mai 1919 engagiert teil. Seine Sympathien (auch die der Mutter und Schwester) galten Kurt Eisner und der USPD. Ab November nahm er am Rat der geistigen Arbeiter teil. Nach der Ermordung Eisners am 21. Februar 1919 war er (ohne Stimmrecht) an Sitzungen des damals geschaffenen Revolutionären Zentralrats beteiligt, so auch am 4. April, als die Ausrufung der Räterepublik für den 7. April (dem Geburtstag Gustav Landauers) beschlossen wurde. Nach der Aussage seiner Witwe war Felix Noeggerath einen Tag lang der letzte Kultusminister der von Franz Lipp geführten ersten Räterepublik, die nach einer Woche von den Kommunisten gestürzt wurde. Dies wäre am 13. April 1919 gewesen. Nach einer anderen Quelle wäre Felix Noeggerath am 16. April 1919 zum Volkskommissar beim Zentralkommissariat für politisch Verfolgte und auswärtige Revolutionäre (Flüchtlingskommission) ernannt worden. Jedenfalls wurde die gesamte Familie Noeggerath nach der Niederschlagung der Revolution am 3. Mai für einige Wochen verhaftet, bis sie durch Intervention des Prinzen Max von Baden, an den sich der Bruder Carl Noeggerath in Freiburg gewandt hatte, ohne weitere Untersuchung freigelassen wurden.
In den Folgejahren hielt sich Felix Noeggerath in Heidelberg und Marburg auf, aber spätestens Herbst 1921 lebte er in Berlin. Hier heiratete er im Januar 1922 Cally (Caroline) Monrad (1879–1950), eine in ihrem norwegischen Heimatland bekannte Opernsängerin. Diese Ehe dauerte nur einige Monate. Von Herbst 1922 bis Mai 1923 war Noeggerath erkrankt im Lübecker Krankenhaus und zur Rehabilitation in Travemünde. Anschließend erblindete er wegen seiner Tuberkulose auf beiden Augen, wurde nach langer Behandlung in Zürich geheilt, und hielt sich zur Erholung in Ascona auf. Von 1925 bis 1932 scheint er immer wieder im Berliner Adressbuch unter der Adresse Lutherstraße 46 auf. Irgendwann nach 1925 heiratete er zum dritten Mal, nämlich Marietta Gräfin von Westarp († 1958), von der er sich erst 1937 scheiden ließ. Seinen Lebensunterhalt bestritt er in diesen Jahren durch Übersetzungen, z. B. von Benedetto Croces Logik, und wohl auch durch Unterstützungen seiner Brüder Carl und Jakob.
1926 wurde Felix Noeggerath Mitinhaber des Berliner Kinderbuchverlags Herbert Stuffer, in dem u. a. vier von Tom Seidmann-Freud illustrierte Bände Spielfibeln (1930–1931) erschienen. Ein Band davon hat Noeggerath als (anonymen) Autor, dessen mathematische Neigung hier in einem innovativen Rechenbuch für Kinder ihren Ausdruck fand. Arbeiten über philosophische Themen entstanden in den 1920er Jahren ebenfalls, wurden aber vom perfektionistischen Verfasser verworfen und später auch physisch vernichtet.
Um 1930 erneuerten Noeggerath und Benjamin ihre Freundschaft, und als Noeggerath seine Auswanderung nach Ibiza plante, schlug er auch Benjamin diesen Schritt vor. Beide vermieteten ihre Wohnungen in Berlin und saßen dabei einem später verhafteten Betrüger auf. Anfang 1932 fuhren Felix und Marietta nach Ibiza und mietete an der Westküste in San Antonio Abad eine verfallene Mühle, die sie in Folge zu restaurieren begannen. Benjamin folgte im April nach und wohnte, einen minimalen Pensionspreis zahlend, im gleichen Haus. Öfters kamen auch Noeggeraths Sohn Hans Jakob oder Benjamins Freundin Olga Parem einige Wochen zu Besuch. Ende 1932 ging Benjamin mit guten Eindrücken aus Ibiza nach Paris.
Im nächsten Frühjahr war die Lage sehr verändert. In Deutschland hatte Hitler die Macht übernommen, Walter Benjamin fühlte sich in Paris nicht sicher und kam Anfang April nach Ibiza, wo die Noeggeraths inzwischen in ein anderes Haus gezogen waren, in dem sich Benjamin sehr unwohl fühlte. Die psychologische Situation der Emigration, das Zerbrechen der Ehe der Noeggeraths und der beginnende Alkoholismus Mariettas veranlassten Benjamin nach zwei Monaten zur Abreise. Am 3. September 1934, mit noch nicht 26 Jahren, starb Hans Jakob Noeggerath in Ibiza an Typhus, was Felix zutiefst erschütterte. Der Sohn hatte auf Ibiza ethnologische Forschungen betrieben und dafür den ibizenkischen Dialekt gelernt und bei den Einheimischen große Popularität gewonnen.
Nach dem Ausbruch des Spanischen Bürgerkriegs 1936 kehrte Noeggerath nach Berlin zurück. Das Haus in Ibiza, das er 1933 erworben hatte, blieb noch mehr als zwanzig Jahre in seinem Besitz. Zwischen 1937, als seine Ehe mit Marietta geschieden wurde, und 1939 war er ohne feste Stelle, und musste sich sehr einschränken. Er übersetzte Filme und verfasste für die Filmgesellschaft Tobis einen Entwurf für einen Film. Ab 1938 arbeitete er an einem Buch Imaginäre Porträts (Entwürfe über dramatische Figuren), von dem er mehrere Kapitel zum Korrekturlesen an die Germanistin Marga Bauer (1906–1991) schickte, die seit 1937 zusammen mit seiner Schwester Marie in Paris ein Übersetzungsbüro führte. Auch seine Mutter lebte in Paris, weshalb er öfters diese Stadt besuchte, auch nach dem Tod der Mutter 1939. Bis 1947, als er sich um den Posten eines Dramaturgen in Wiesbaden bewarb, beschäftigte er sich intensiv mit Fragen des Dramas. Die Imaginären Porträts wurden – wie seine anderen Arbeiten – niemals veröffentlicht.

### Im Zweiten Weltkrieg und danach
Felix Noeggerath wurde trotz seines fortgeschrittenen Alters (55) eingezogen und arbeitete im Oberkommando der Wehrmacht als Übersetzer und Verfasser von Lageberichten über England, Spanien und Amerika. Dabei war er der Abwehr unter Admiral Wilhelm Canaris zugeordnet, einer Dienststelle, deren Mitarbeiter nicht ausschließlich überzeugte Nationalsozialisten waren. Von 1941 bis Kriegsende wurde er in die Archivkommission des Auswärtigen Amtes als wissenschaftlicher Hilfsarbeiter versetzt. Im Rahmen dieser Arbeit verbrachte er 1942–1943 nahezu zwei Jahre in Paris, um Material für eine Studie der politischen Beziehungen zwischen Frankreich und Russland seit 1917 zu sammeln. Das Kriegsende erlebte er in Schlesien, später in Thüringen, wo er in Ziegenrück von den Amerikanern verhaftet wurde. Mehrere Wochen war er Zivilgefangener in Nauheim und Wiesbaden und wurde danach freigelassen und nach Ziegenrück zurückgeschickt.
In einem Brief vom 1. April 1946 (an einen Herrn Schumacher in Ziegenrück) nahm Felix Noeggerath Gedanken vorweg, die Helmuth Plessner einige Jahre später in dem Buch Die verspätete Nation darlegte, nämlich dass es die Deutschen bisher nicht geschafft hätten, eine Nation zu bilden – sondern nur einen Staat, der zu Recht zerbrochen sei: „Ich weiß seit 1936, seitdem ich aus der Emigration zurückgekehrt bin, daß nur ein verlorener Krieg Deutschland retten kann. Bequem sind solche Einsichten nicht …. Jedenfalls bin ich nicht erst seit heute oder gestern Antifaschist.“
1946 arbeitete Felix Noeggerath wieder intensiv an Büchern, die niemals erscheinen würden: „Ich gehe seit einiger Zeit mit dem Plan um, eine ›Denkfibel‹ zu schreiben, die, für interessierte Laien bestimmt … den Leser im Zeitlupentempo der Lösung einer Frage entgegenbringt, die ich für eine der letzten, ganz zentralen der Erkenntnistheorie halte. Es ist die nach den sogenannten Axiomen …. Ich bezeichne das Buch mit einem Untertitel als ›Meditationen über ein Thema der Geometrie‹, und will damit ausdrücken … daß auf dem Wege [zur Erkenntnis] die Art seines [des Lesers] Denkens selber einer Umwandlung unterzogen werden soll.“ (Brief an Herbert Fritsche, Mai 1946).
1948 floh er in die amerikanische Zone nach Heidelberg. In diesem Jahr waren auch seine Schwester Marie und Marga Bauer nach Deutschland zurückgekehrt und wohnten wieder in München, wohin ihnen Felix 1950 nachfolgte. Er verfasste den Essay Über das Unzeitgemässe der abstrakten Kunst, der als einziger seiner Aufsätze zu Lebzeiten gedruckt wurde, nämlich im November 1951 im Merkur. Dem Herausgeber Hans Paeschke war Noeggerath von Rudolf Kassner empfohlen worden, dessen physiognomische Schriften beide sehr schätzten. Paeschke erinnerte sich später deutlich an die „in hohem Maße ungewöhnliche … physiognomische Erscheinung. … Alles an dem damals 65jährigen Mann war so groß bzw. lang wie hager, bis zum Skeletthaften: die Gestalt; die Hände und Finger; die Füße in fast manieriert zugespitzten Schuhen. Klar erinnere ich den ersten Gedanken bei der Begegnung: ein Don Quijote, nur der Bart ist unten angewachsen … In auffallendem Kontrast zu diesen einigermaßen abenteuerlichen Inhalten und den spekulativ ganz und gar interdisziplinären Gedanken seiner Rede standen die sparsamen, gemessenen, sogar gepreßten Bewegungen, als spräche man mit einem ausgesprochen preußischen Offizier.“ (Brief an Hellmut Becker, 9. September 1980)
1952 heiratete Felix Noeggerath die ihm ja schon lang bekannte Marga Bauer und wohnte mit ihr in München in der Mottlstraße 29. In der geräumigen Wohnung wohnten zeitweise bis zu fünf ausländische studentische Untermieter. 1955 entstand die – damals vom Merkur abgelehnte und 1986 posthum veröffentlichte – Erzählung Das Fenster. Eigener Bericht des ehemaligen Korvettenkapitäns von Silhouet über seinen Aufenthalt in einer fremden Stadt über die Wiedergeburt der antiken Göttin Kybele in einer zeitgenössischen Frau. Die (erhaltenen) Entwürfe Ein Versuch über das Symbol als magisches Paradoxon bzw. Das Symbol, ein Beitrag zur Metaphysik des Glaubens behandeln Vorgänge wie die Verwandlung der Hostie in den Leib Christi, die Heilungen durch das Wasser aus der Quelle von Lourdes, Materalisationen und Telekinese in spiritistischen Sitzungen, die alle nach Noeggerath einer ›rationalen Theorie des Symbols‹ unterliegen, die er aus der Weiterbildung mathematischer und scholastischer Begriffe (letztere nur scheinbar theologisch) zu begründen versuchte.
In den letzten Münchner Jahren schloss Noeggerath neue Freundschaften, u. a. mit Wilhelm Worringer, Herbert Fritsche und Friedrich Podszus. Letzterer hatte als Suhrkamp-Lektor die erste Sammlung der Schriften von Walter Benjamin mitherausgegeben, wovon er 1956 ein Exemplar Noeggerath als Weihnachtsgeschenk überreichte. Eine sonst zuverlässige Quelle führt auch Freundschaften mit Emil Preetorius und Ricarda Huch an, von denen Scholem aber nichts weiß.
Felix Noeggerath starb nach zweimonatiger Krankheit am 29. April 1960 in München und wurde auf eigenen Wunsch feuerbestattet. In keiner Zeitung erschien ein Nachruf. Sein Nachlass wurde der Monacensia im Hildebrandhaus übergeben und wird von der Münchner Stadtbibliothek verwahrt.
Seine Witwe wählte aus seinen Gedichten aus mehr als dreißig Jahren keine zwanzig aus, ein schmales Heft von vierzig Seiten, das 1961 erschien. In der Anthologie »Beständig ist das leicht Verletzliche« ist Felix Noeggerath mit dem Gedicht Deutsches Nokturno (vor 1933) vertreten.

## Werke von Felix Noeggerath

### Vier Zeilen von Felix Noeggerath
Aus: Deutsches Nokturno
Wie sich die Schatten steigern und vergehen,

Molluskenschleier aus der Mauer spulen

und, fahl und stockend, Gaukler und Cagulen

im Gegentakt auf den Kothurnen drehn.

### Lyrik
- Die Gedichte. Verlag Hans Carl, Nürnberg 1961. © Inge Noeggerath, München.
- Wulf Kirsten (Hrsg.): »Beständig ist das leicht Verletzliche« Gedichte in deutscher Sprache von Nietzsche bis Celan Ammann Verlag, Zürich 2010, ISBN 978-3-250-10535-0. Seite 585 und 1023.

### Erzählungen
- Das Fenster. Eigener Bericht des ehemaligen Korvettenkapitäns von Silhouet über seinen Aufenthalt in einer fremden Stadt. Mitgeteilt von Felix Noeggerath (1885–1960). (Nachw. u. hrsg. v. Jens Malte Fischer.) (Reihe: Vergessene Autoren der Moderne, Band 23). Univ. Siegen, Siegen 1986. ISSN 0177-9869

### Philosophie
- Über das Unzeitgemässe der abstrakten Kunst, in: Merkur, Jahrgang 5, Heft 45, November 1951, Seite 1005–1019.
- Synthesis und Systembegriff in der Philosophie (Dissertation) (Hrsg. von Hartwig Wiedebach und Peter Fenves). Verlag Peter Lang, Lausanne 2023, ISBN 1-4331-9362-0 doi:10.3726/b19140
  - Enthält außerdem: Über das Unzeitgemässe der abstrakten Kunst.

### Übersetzungen
- Benedetto Croce: Logik als Wissenschaft vom reinen Begriff. Nach der vierten Aufl. übers. von Felix Noeggerath. Mohr, Tübingen, 1930. (Original: Logica come scienza del concetto puro. Laterza, Bari 1909).